# Vitögd flugsnappare
Vitögd flugsnappare (Melaenornis fischeri) är en fågel i familjen flugsnappare.

## Utseende och läte
Vitögd flugsnappare är en stor, långstjärtad flugsnappare. Vingar och stjärt är mörkgrå, huvud och undersida ljusare grå. I norra delen av utbredningsområdet uppvisar den en mycket stor ljus ögonring, medan i syd och väst är denna mycket tunnare och gråaktig. De senare liknar något mörkgrå flugsnappare, men är större och gråare. Bland lätena hörs ljusa visslingar och gnissliga toner.

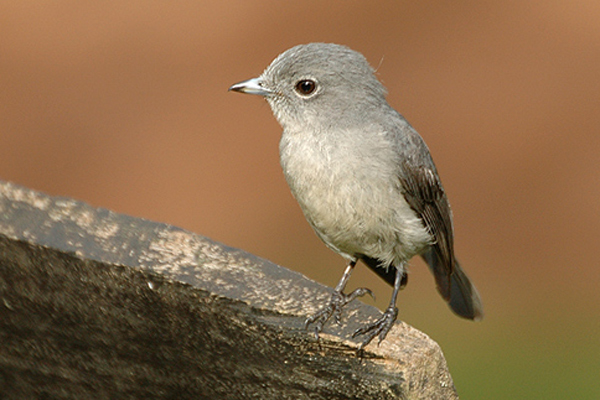

## Utbredning och systematik
Vitögd flugsnappare förekommer i östra Afrika. Den delas upp i fyra underarter med följande utbredning:
- Melaenornis fischeri fischeri – förekommer i bergstrakter i sydöstra Sydsudan, Uganda, Kenya och norra Tanzania
- Melaenornis fischeri toruensis – förekommer i högländer från sydvästra Uganda och östra Demokratiska republiken Kongo till Rwanda och Burundi
- Melaenornis fischeri nyikensis – förekommer från östra Demokratiska republiken Kongo (Marungubergen) till Tanzania och Malawi
- Melaenornis fischeri semicinctus – förekommer i högländer i östra Demokratiska republiken Kongo (väster om Albertsjön)

## Levnadssätt
Vitögd flugsnappare hittas i bergsstrakter, i skogsbryn, öppen skog och i trädgårdar. Där ses den ofta i par.

## Status och hot
Arten har ett stort utbredningsområde, men tros minska i antal, dock inte tillräckligt kraftigt för att den ska betraktas som hotad. Internationella naturvårdsunionen IUCN listar arten som livskraftig (LC). Världspopulationen har inte uppskattats men den beskrivs som vanlig till rätt vanlig.

## Namn
Fågelns vetenskapliga artnamn hedrar Gustav Adolf Fischer (1848-1886), tysk doktor, upptäcktsresande och samlare av specimen i tropiska Afrika 1876-1886.